# جان کارتر (موسیقی‌دان)
جان کارتر (انگلیسی: John Carter؛ زادهٔ ۲۰ اکتبر ۱۹۴۲) موسیقی‌دان، ترانه‌سرا، تهیه‌کننده موسیقی و خواننده اهل بریتانیا است.
از فیلم‌ها یا مجموعه‌های تلویزیونی که وی در آن‌ها نقش داشته‌است می‌توان به رازهای یک مرد بسیار جذاب و سکسپلورر اشاره نمود.